# Uranophora alterata
Uranophora alterata är en fjärilsart som beskrevs av Walker. Uranophora alterata ingår i släktet Uranophora och familjen björnspinnare. Inga underarter finns listade i Catalogue of Life.